# 조지 해리스 (배우)
조지 해리스(George Harris, 1949년 10월 20일 ~ )는 잉글랜드의 배우이다. 해리 포터 영화 시리즈에서 킹슬리 사클볼트 역할로 등장한다.

## 출연 작품
- 해리 포터와 죽음의 성물 - 1부 (2010)
- 비니스 더 블루 (2009)
- 아고라 (2009)
- 해리 포터와 불사조 기사단 (2007)
- 돌고래의 눈 (2006)
- 인터프리터 (2005)
- 레이어 케이크 (2004) - 모티 역
- 황제의 새옷 (2001)
- 블랙 호크 다운 (2001)
- 매들린 (1998)
- 브라우닝 버전 (1994)
- 까밀라 (1994)
- 버뮤다 특급 사건 (1994)
- 캐주얼티 (1986)
- 아메리칸 웨이 (1986)
- 스크린 투 (1985)
- 버논, 플로리다 (1981)
- 레이더스 (1981) - 사이먼 카탕카 선장 역
- 제국의 종말 (1980)
- 글래디에이터 (1969)
- 섐락 핸디캡 (1926)